# グンゼチョイネイ・ダツァン

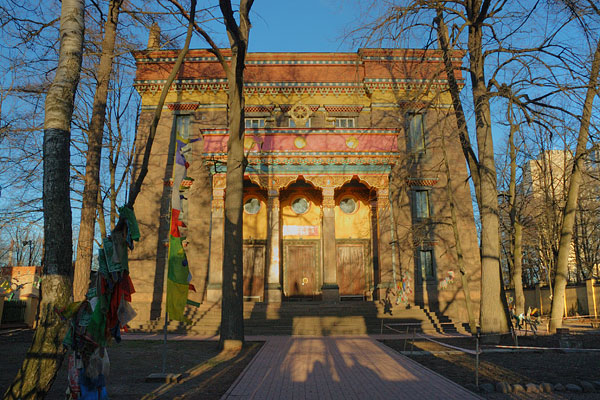
グンゼチョイネイ・ダツァン

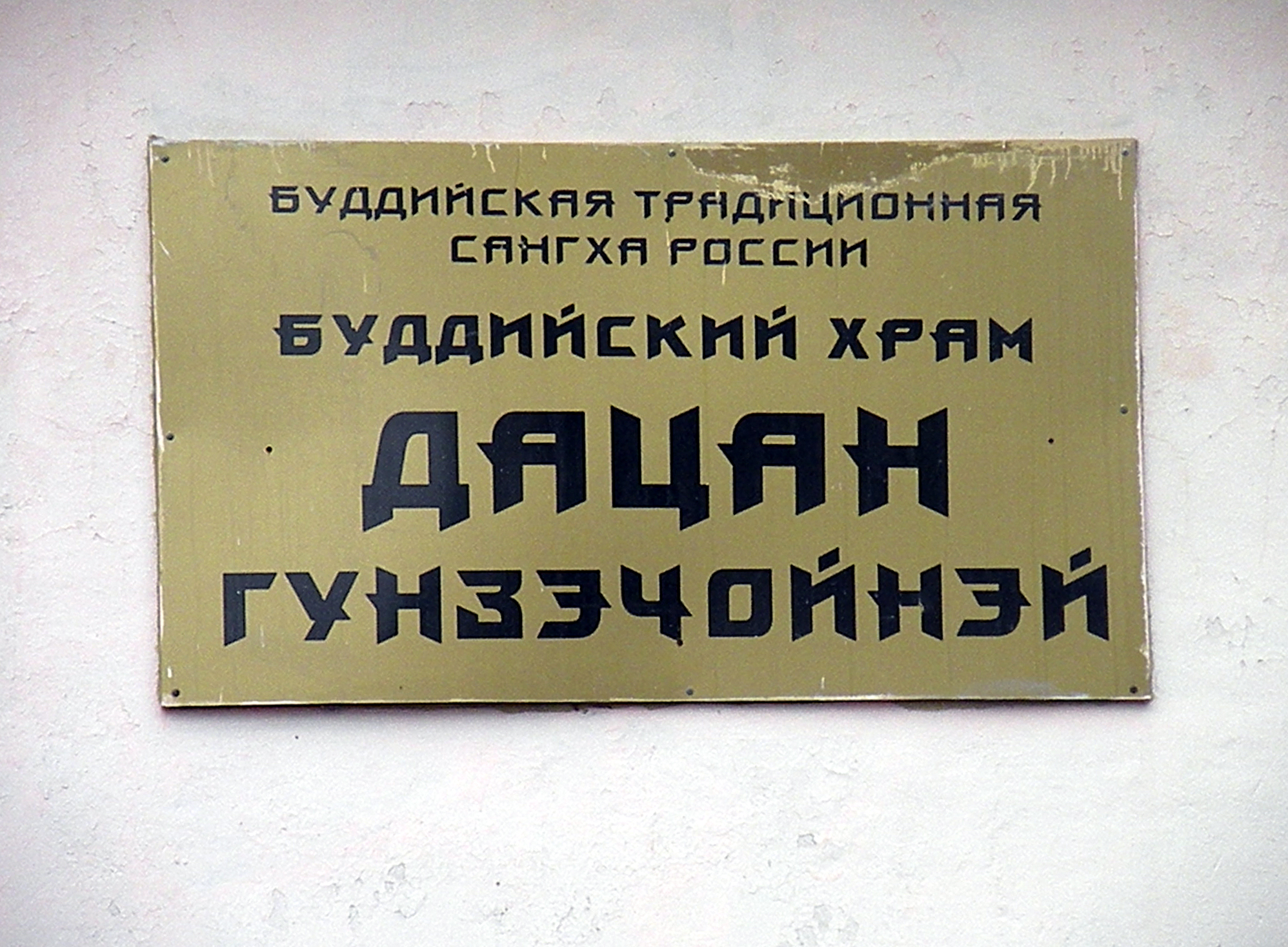
グンゼチョイネイ・ダツァンの看板

グンゼチョイネイ・ダツァン（露: Дацан Гунзэчойнэй,チベット語: ཀུན་བརྩེ་ཆོས་གནས་གྲྭ་ཚང་། ）は、ロシア連邦のサンクトペテルブルク市内にあるチベット仏教寺院。ヨーロッパで最初に建造された仏教寺院でもあり、ロシアの文化財に指定されている。

## 建造
1900年、チベット僧でブリヤート出身のアグワン・ドルジェフが首都に仏教寺院建立の許可を受け、ダライラマ13世より建設資金が提供された。建設委員にはニコライ・レーリッヒ、ウフトンスキー、オルデンブルクなどの東洋学の大家が名を連ね、設計はパラノフスキが行ない、純チベット様式のものが設計された。
1909年より建設が始まり、建設費用はロシア帝国内の仏教徒の浄財とドルジェフ、ダライラマ13世、ジェブツンダンパ8世からの寄付金で賄われたが、最終的な寄付額は予定額を越えたという。1913年に第一回仏教者会議がロマノフ王朝300年記念祝典とともに開かれ、弥勒菩薩像をタイのラーマ6世が寄贈し、1915年8月10日に開眼法要が行われた。このときの導師はドルジェフとイチゲロフであった。

## 迫害の時代
1919年に焼失、1924年に再建される。しかし、1935年にスターリンが政権をとると様相は一変した。当時は「レニングラード・ダツァン」という名前であったが、僧侶や寺院建設委員のメンバーが軒並みトロツキストの烙印を押されて粛清され、ドルジェフも1938年にウラン・ウデの監獄で死去した。そして寺院は軍に接収され、軍事ラジオ局として使用された。また1960年までは妨害信号所が設置された。しかし、1968年11月25日に建物が文化財指定となった。そして1990年、ペレストロイカの進行とともに寺院運営は一般に明け渡されたのである。

## 現況
1991年、チベットより「グンゼチョイネイ・ダツァン（ཀུན་བརྩེ་ཆོས་གནས་གྲྭ་ཚང་། ）」の名前が奉献され、1994年には主祭壇の本尊をモンゴル式の文殊菩薩像とする。これはモンゴルのガンデン・テンツェリン寺にある仏像の複製である。
信教の自由が憲法で認められた現在ではサンクト・ペテルブルクの仏教界になくてはならない寺院となっている。また、イヴォルギンスキー・ダツァンに修行僧を送り、哲学、瞑想指導なども行っている。